# Val-d’Épy
Val-d’Épy – miejscowość i gmina we Francji, w regionie Burgundia-Franche-Comté, w departamencie Jura. W 2013 roku populacja gminy wynosiła 154 mieszkańców.
1 stycznia 2016 roku połączono cztery wcześniejsze gminy: Val-d’Épy, Florentia, Nantey oraz Senaud. Siedzibą gminy została miejscowość Val-d’Épy, a nowa gmina przyjęła jej nazwę. Dnia 1 stycznia 2018 roku połączono dwie wcześniejsze gminy: Val-d’Épy oraz La Balme-d’Épy. Siedzibą gminy została miejscowość Val-d’Épy, a nowa gmina przyjęła jej nazwę.